# Jenakijeve
Jenakijeve, Jenakijevo (ukrajinsky Єна́кієве, rusky Ена́киево) je město na Ukrajině. Leží v Donbasu na východě země, spadá pod Doněckou oblast. Od oblastního centra Doněcku leží 50 km severovýchodně. Protéká jím říčka Krynka, přítok Miusu.

## Historie
Sídlo vzniklo teprve v roce 1898 při místní slévárně a na město bylo povýšeno r. 1925. V letech 1928—1937 neslo název Rykovo, ukr. Rykove (Рыково / Рикове) v letech 1937—1943 pak Ordžonikidze (Орджоникидзе / Орджонікідзе). Město žije z těžby uhlí a metalurgie. V provozu je tramvajová doprava (od r. 1932; 3 linky, foto).
Dne 12. dubna 2014 za proruských protestů na Ukrajině obsadili ozbrojení proruští demonstranti místní radnici, státní zastupitelství a policejní stanici. Ozbrojenci na radnici vyvěsili vlajky Ruska a tzv. Doněcké lidové republiky. Ozbrojenci bez boje opustili radnici a všechny další budovy města dne 20. dubna 2014 a na radnici opět zavlála ukrajinská státní vlajka.

## Obyvatelstvo
V současnosti má město 78 500 obyvatel (což je o třetinu méně než v roce 1989). 14 % obyvatel hovoří v každodenním styku ukrajinsky, 86 % používá ruštinu. Populační vývoj dobře ilustruje demografickou situaci celého Donbasu:
| 1926   | 1939   | 1959   | 1970   | 1979    | 1989    | 2001    | 2005   | 2018   |
| ------ | ------ | ------ | ------ | ------- | ------- | ------- | ------ | ------ |
| 24 000 | 88 200 | 92 000 | 92 000 | 114 000 | 120 332 | 103 997 | 96 616 | 78 555 |

### Slavní rodáci
- Viktor Janukovyč – ukrajinský politik, bývalý premiér a bývalý prezident Ukrajiny